# أليسيا والش
أليسيا والش (14 فبراير 1911 - 4 مايو 1984) (بالإنجليزية: Alicia Walsh)‏ هي لاعبة كريكت أسترالية.

## وصلات خارجية
- أليسيا والش على موقع إي آس بي آن كريك إنفو (الإنجليزية)